# Tenuipalpus tuttlei
Tenuipalpus tuttlei är en spindeldjursart som beskrevs av Ochoa 1988. Tenuipalpus tuttlei ingår i släktet Tenuipalpus och familjen Tenuipalpidae. Inga underarter finns listade i Catalogue of Life.